# 横山和加子
横山 和加子（よこやま わかこ）は、日本の歴史学者。専門はラテンアメリカ史、ラテンアメリカ美術史。慶應義塾大学名誉教授。

## 人物・経歴
1978年東京外国語大学外国語学部スペイン語科卒業。1988年筑波大学大学院地域研究研究科修了。1991年筑波大学大学院歴史・人類学研究科単位取得退学。博士（文学）。慶應義塾大学商学部助教授、慶應義塾大学商学部教授を経て、慶應義塾大学名誉教授。横山十四男は父。

## 著作
- 『メキシコ先住民社会と教会建築 : 植民地期タラスコ地域の村落から』慶應義塾大学出版会 2004年
- "Del territorio a la arquitectura en el antiguo Obispado de Michoacán, 2 volúmenes"（CONACYT, UMSNH編）Universidad Michoacana de San Nicolás Hidalgo; Consejo Nacional para la Ciencia y Tecnología, Morelia Mich., México, 2008年
- "Beyond Borders: A Global Perspective of Jesuit Mission History"（川村信三、シリル・ヴェリヤト編, 共著）Sophia University Press 2009年
- 『超領域交流史の試み : ザビエルに続くパイオニアたち』（川村信三編, 共著）上智大学出版 2009年
- 『ラテンアメリカ出会いのかたち』（清水透, 大久保教宏と共編著）慶應義塾大学出版会 2010年
- "Dos mundos y un destino: Cien años de la encomienda de Juan Infante y sus herederos en la provincia novohispana de Michoacán, 1528-1628" Universidad Michoacana de San Nicolás de Hidalgo 2014年